# Älvgärde naturreservat
Älvgärde naturreservat är ett naturreservat i Uppsala kommun i Uppsala län.
Området är naturskyddat sedan 2020 och är 118 hektar stort. Reservatet omfattar norra delen av Långsjön och naturen som fortsätter norrut. Reservatet består av löv- och blandskog, strandängar, öppna betesmarker och trädbevuxna betesholmar. 